# Steirische rauhhaarbracke
Steirische rauhhaarbracke, även steiermarkstövare, är en hundras från Österrike vilken används som jakthund. 
Den är en strävhårig drivande hund som är namngiven efter förbundslandet Steiermark. Rasen korsades fram på 1870-talet av Carl Peintinger som använde sig av jurastövare från Schweiz och  istarski gonic från Kroatien. Rasen används till drevjakt på hare och kanin. Den är en robust och uthållig hund som är anpassad till jakt i alpterräng. Rasen erkändes 1889.